# Law and Disorder (1958)
Law and Disorder is een Britse filmkomedie uit 1958 onder regie van Charles Crichton.

## Verhaal
Percy Brand is een onverbeterlijke oplichter, die geld moet verdienen voor de rechtenstudie van zijn zoon. Als hij in de cel terechtkomt, verklaart hij dat telkens als een missie naar China of krijgsgevangenschap in de oorlog. Wanneer zijn zoon afgestudeerd is, moet hij zich echter verantwoorden voor diens rechtbank. Hij laat zich verdedigen door de advocate Gina Laselle, die zijn ware identiteit moet verbergen.

## Rolverdeling
| Acteur            | Personage        |
| ----------------- | ---------------- |
| Michael Redgrave  | Percy Brand      |
| Robert Morley     | Edward Crichton  |
| Ronald Squire     | Kolonel Masters  |
| Elizabeth Sellars | Gina Laselle     |
| Joan Hickson      | Tante Florence   |
| Lionel Jeffries   | Majoor Proudfoot |
| Jeremy Burnham    | Colin Brand      |
| Brenda Bruce      | Mary Cooper      |
| Harold Goodwin    | Blacky           |
| George Coulouris  | Bennie Bensuson  |
| Meredith Edwards  | Sergeant Bolton  |
| Reginald Beckwith | Vickery          |
| David Hutcheson   | Freddie Cooper   |
| Mary Kerridge     | Lady Crichton    |
| Michael Trubshawe | Ivan             |